# Ulnes Walton
Ulnes Walton – wieś w Anglii, w hrabstwie Lancashire, w dystrykcie Chorley. Leży 40 km na północny zachód od miasta Manchester i 298 km na północny zachód od Londynu. W 2001 miejscowość liczyła 2048 mieszkańców.